# Jararaca-caiçaca
Bothrops moojeni é uma espécie de jararaca da família Viperidae. Popularmente pode ser chamada de Caiçaca, Caissaca, Caiçara, Jacuruçu ou Jararacão. Foi descrita por Alphonse Richard Hoge em 1966. Pode ser encontrada no noroeste da Argentina, leste do Paraguai, leste da Bolívia e centro e sudoeste do Brasil. Habita preferencialmente o cerrado e a mata das araucárias. Seu epíteto específico é uma homenagem ao biólogo João Moojen.
Responsável pela maioria dos registros de acidentes no oeste de SP, oeste de MG e dos atendimentos em Goiânia, GO.